# Saint-Agnan-le-Malherbe
Saint-Agnan-le-Malherbe és un municipi francès situat al departament de Calvados i a la regió de Normandia. L'any 2017 tenia 120 habitants.

## Demografia
El 2007 tenia 120 habitants. Hi havia 42 famílies i 43 habitatges.

## Economia
El 2007 la població en edat de treballar era de 72 persones. Hi havia el 2007 principalment empreses de serveis de proximitat: construcció, hotel, dues empreses financeres, un guixaire i un restaurant així com cinc explotacions agrícoles (2000).